# Caloschemia monolifera
Caloschemia monolifera is een vlinder uit de familie van de Callidulidae. De wetenschappelijke naam van de soort is voor het eerst geldig gepubliceerd in 1878 door Mabille.